# Private Function
Private Function és un grup de punk rock i garage punk australià.

## Història
L'any 2016, Private Function va publicar el seu EP de debut, Six Smokin' Songs, que presentava a la coberta a Bryan Curtis, el rostre publicitari de la campanya antitabac d'Austràlia, fotografiat moribund després d'escoltar la música del grup. El novembre de 2017 es va publicar un segon EP titulat Rock In Roll.
El 16 d'agost de 2019 el grup va publicar el seu àlbum d'estudi de debut titulat, St. Anger, amb el mateix títol i la reproducció de les mateixes obres d'art de l'àlbum homònim de Metallica. El juny de 2020 el grup va anunciar la publicació del seu segon àlbum d'estudi Whose Line Is It Anyway?, que va entrar al número 9 de les ARIA Charts. 50 còpies de l'àlbum portaven suposadament bosses de cocaïna al seu interior.
El juliol de 2021 el grup va anunciar la recopilació dels primers EP, titulada The First Two Tapes On a 12". L'octubre de 2021 el membre fundador, Joe Hansen, va ser expulsat del grup després de ser acusat d'agressió sexual. Hansen va ser substituït per Anthony Biancofiore i Lauren Hester.
El febrer de 2023 la banda va anunciar el llançament del seu tercer àlbum d'estudi, 370HSSV 0773H, publicat el 31 de març de 2023 a través del seu propi segell discogràfic Still On Top Records. Se'n va publicar una edició limitada de 50 còpies en vinil d'or amb orina dels membres de la banda. L'àlbum va debutar al número 11 de les llistes ARIA.